# Кампо-дель-Сьело (метеорит)
Кампо-дель-Сьело (исп. Campo del Cielo) — крупный железный метеорит. Суммарная масса всех найденных фрагментов превышает 100 тонн. Упал около 4-5 тысяч лет назад на территории современной Аргентины.

## История
Упал примерно 4600 лет назад, в 800 км к северо-западу от Буэнос-Айреса в провинциях Чако и Сантьяго-дель-Эстеро.

## Описание
Химический состав: 92,6 % железо, 6,68 % никеля, 0,43 % кобальт и 0,25 % фосфор.
Крупнейший кратер на месте падения метеорита составляет 115 м в диаметре и 2 метра в глубину. Найден в 1576 году.